# Omphale exserta
Omphale exserta är en stekelart som beskrevs av Christer Hansson 1996. Omphale exserta ingår i släktet Omphale och familjen finglanssteklar. Inga underarter finns listade i Catalogue of Life.